# 6635 Zuber
6635 Zuber este o planetă minoră (asteroid), cu un diametru de 3,892 km, din centura de asteroizi. A fost descoperită pe 26 septembrie 1987 la Observatorul Palomar de Carolyn S. Shoemaker și a fost numită după Maria T. Zuber⁠(d). 
Obiectul prezintă o orbită caracterizată de o semiaxă mare de 1,8899229 UAi, o excentricitate de 0,11, o înclinație de 24,23601 ° în raport cu ecliptica.